# أحمد المهندي
أحمد حسن علي المهندي، لاعب كرة قدم قطري يلعب حالياً في نادي الخور.

## روابط خارجية
- أحمد المهندي على موقع قاعدة بيانات كرة القدم.إي يو (الإنجليزية)
- أحمد المهندي على موقع Soccerway.com (الإنجليزية)